# Китаев, Виктор Васильевич (партийный деятель)
Виктор Васильевич Китаев (12 августа 1939 года, Воронеж, РСФСР — 24 ноября 2008 года, Тюмень) — советский партийный, хозяйственный деятель, первый секретарь Ханты-Мансийского окружного комитета КПСС (1982—1985), и. о. первого секретаря Тюменского обкома КПСС (1990). По основной профессии — буровой мастер.

## Биография
Участвовал в разработке скважин Шаимской конторы бурения № 3, с 1969 года — в Мегионской конторе бурения, в Нижневартовском УБР № 1. Возглавлял комсомольско-молодёжную бригаду, которая на протяжении ряда лет добивалась высоких производственных показателей.
В 1982—1985 годах — первый секретарь Ханты-Мансийского окружного комитета КПСС, в 1985—1990 гг. — секретарь Тюменского обкома КПСС, в 1990 — и. о. первого секретаря обкома.
В 1990—1993 годах входил в правление РАО «Газпром».

## Государственные награды
Отличник и Почетный нефтяник министерства нефтяной и газовой промышленности СССР, Тюменской области, заслуженный работник нефтяной и газовой промышленности РФ, Почётный гражданин Ханты-Мансийского автономного округа — Югры (2003).